# Eschenholz

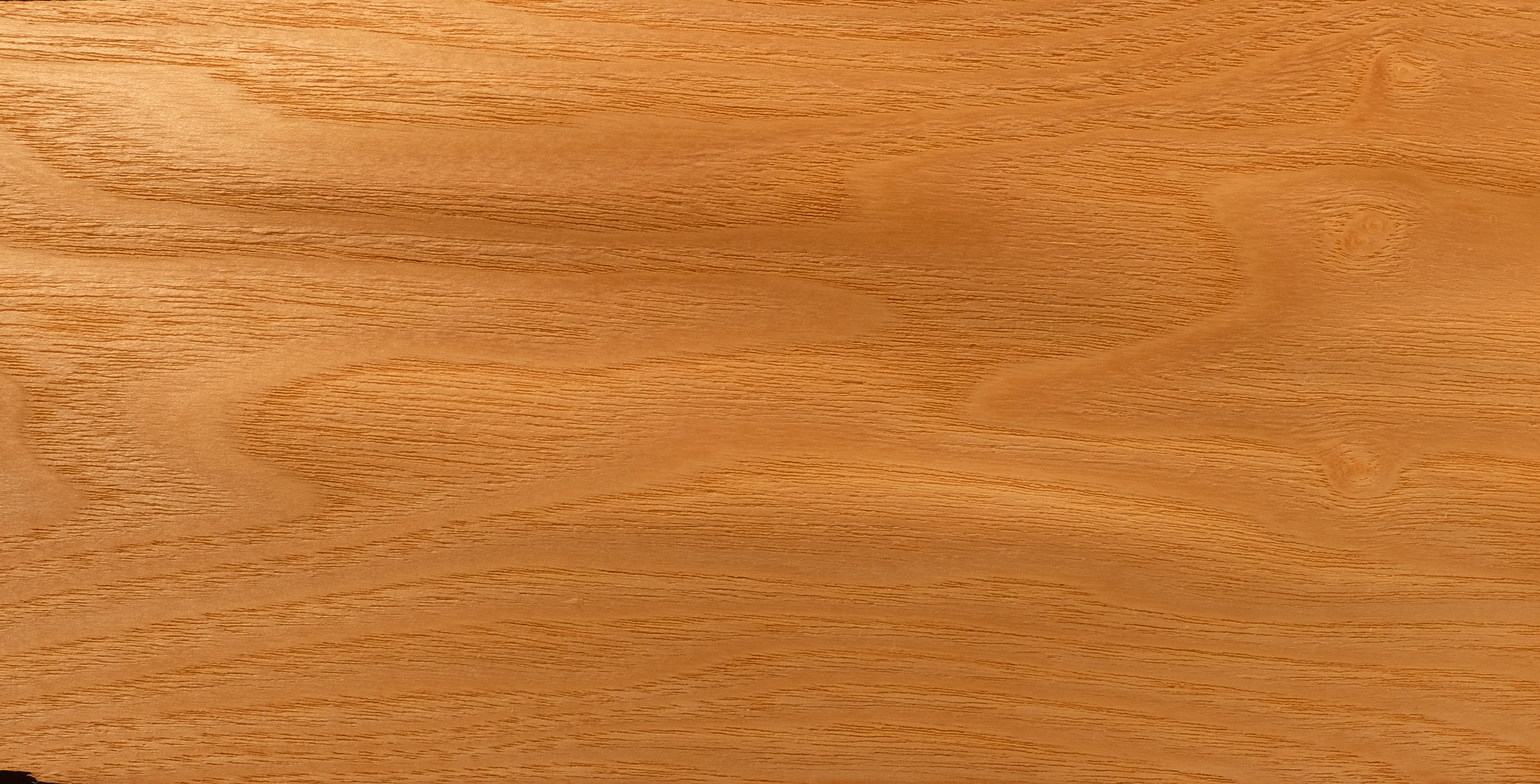
Geöltes Messerfurnier der Gemeinen Esche

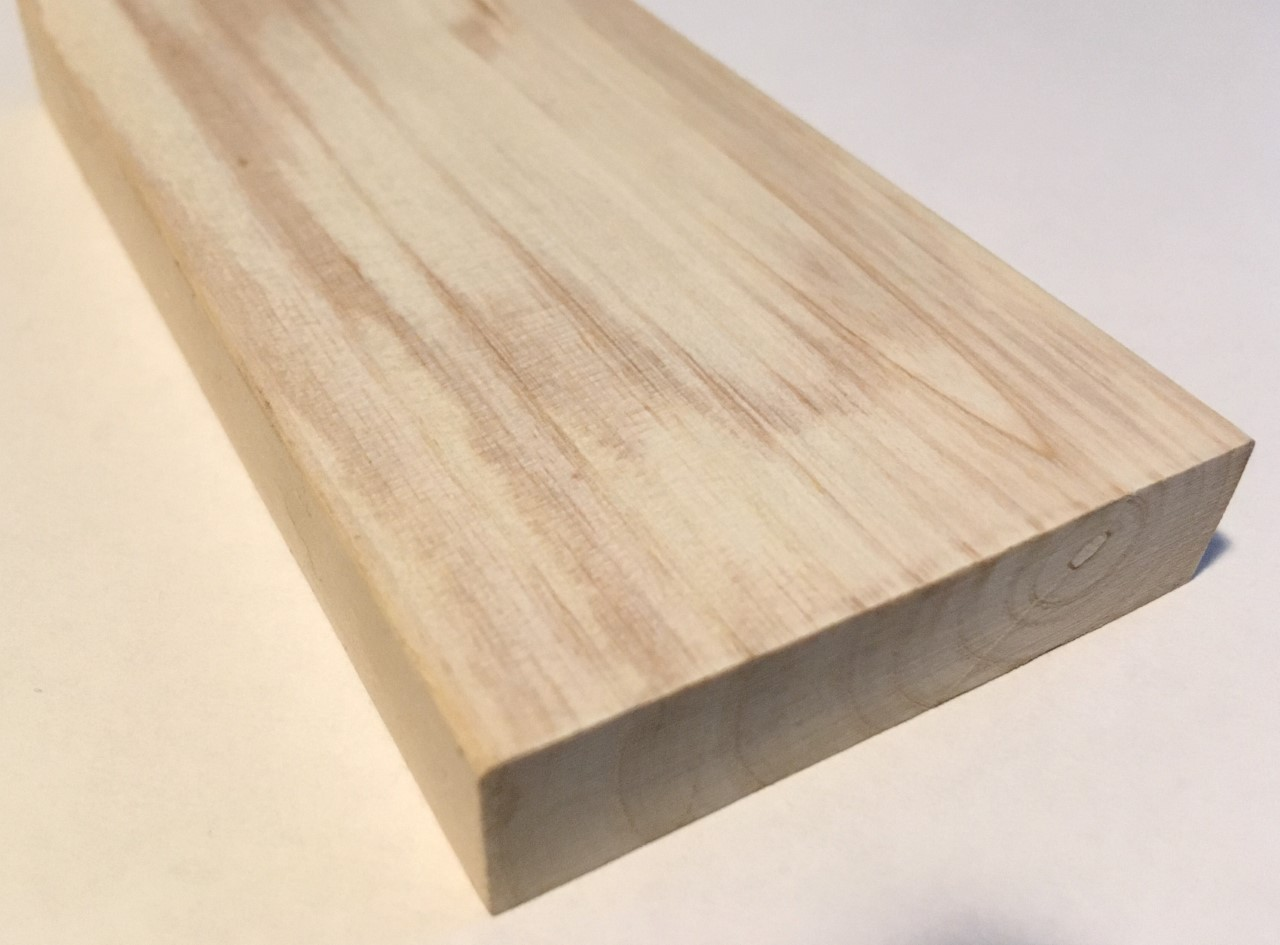
Unbehandeltes Eschenholz

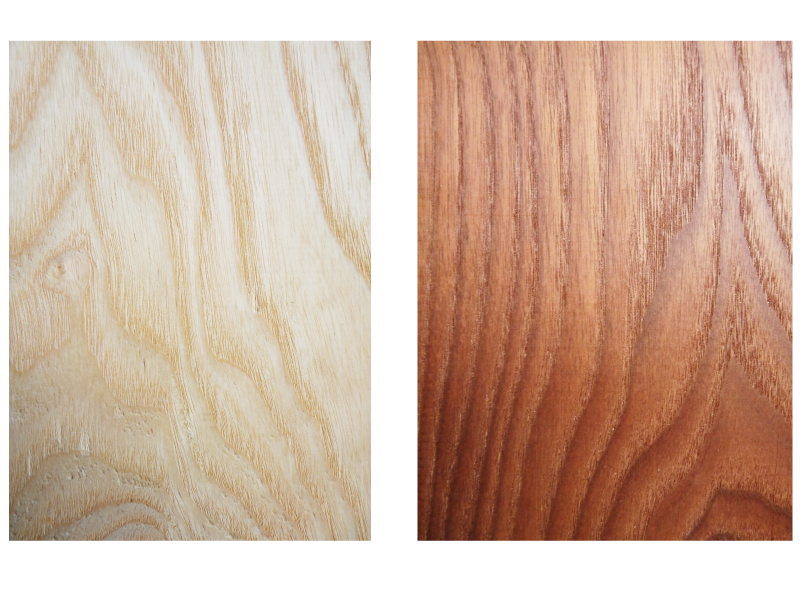
Eschenholz natur und thermisch behandelt

Als Eschenholz wird das Holz der Gemeinen Esche (Fraxinus excelsior) bezeichnet.
Das Kurzzeichen für das Holz der gemeinen Esche nach DIN EN 13556 ist FXEX. Bis 2003 wurde das Kurzzeichen  ES nach DIN 4076 verwendet.

## Herkunft
Das Verbreitungsgebiet der Esche erstreckt sich beinahe über ganz Europa, man findet sie besonders häufig im nördlichen Alpenvorland, in Polen und im Baltikum. In Mitteleuropa zählt sie nach Buche und Eiche zu den wichtigsten heimischen Laubnutzhölzern. Man findet Eschen in Auwäldern und an Bach- und Flussläufen (sogenannte „Wassereschen“), daneben aber auch auf eher trockenen Kalkböden („Kalkeschen“). Sie ist auch ein häufiger Straßen- und Alleebaum.

## Aussehen
Eschen gehören zu den Bäumen mit fakultativer Farbkernbildung. Splintholz und Kernholz sind meist hell und leicht gräulich. Farblich ähnelt das Holz dem Eichenholz. Allerdings ist die Maserung etwas ausgeprägter und die länglich eingeprägten Poren fehlen.
Teilweise hat das Holz einen weißlichen, gelblichen oder weißrötlichen Ton. Das Kernholz älterer Bäume kann eine dunklere bis schokoladenbraune Farbe annehmen, was unerwünscht ist. Eine gesuchte Besonderheit sind Farbkerne mit der Farbe von Holz des Olivenbaums (Olea europaea) mit im Querschnitt welligen Zonen von olivbrauner und hellbrauner Farbe („Olivesche“). Das Holz ist ringporig, die Gefäße des Frühholzes sind deutlich größer und in vom Spätholz abgesetzten mehrreihigen Kreisen angeordnet. Entsprechend deutlich sind die Jahresringe erkennbar. Die Holzstrahlen sind schmal und auf Längsflächen als „Spiegel“ erkennbar. Gehobelte Flächen zeigen einen matten Glanz.

## Eigenschaften
Das Eschenholz ist mit einer mittleren Rohdichte von 690 kg/m³ ein schweres und auch hartes Holz mit günstigen Festigkeitseigenschaften. Seine Zugfestigkeit und Biegefestigkeit übertrifft die der Eiche. Es ist elastisch, abriebfest und durch die hohe Bruchschlagarbeit zäher als die meisten anderen heimischen Holzarten. Dabei sind die mechanischen Eigenschaften umso günstiger, je breiter die Jahresringe sind. Jahresringe mit einer Breite über 1,5 Millimeter, wie sie bei „Wassereschen“ häufig auftreten, sind ein Zeichen für eine gute Holzqualität. Ein ausgeprägter Farbkern beeinflusst die Holzqualität nicht.
Eschenholz kann sowohl händisch als auch maschinell gut bearbeitet werden, gedämpft lässt es sich ähnlich gut wie die Buche biegen. Das Holz von auf sandigen Böden gewachsenen Eschen kann mineralische Einlagerungen enthalten und stumpft dann Werkzeuge schnell. Die Oberflächen sind einfach behandelbar, was besonders für das Beizen gilt. Das Holz ist widerstandsfähig gegen schwache Laugen und Säuren. Es ist jedoch nur wenig witterungsbeständig, und auch bei Kontakt mit dem Boden wird das Holz rasch geschädigt. Da es sich nur schwer imprägnieren lässt, wird das Holz im Freien selten verwendet.

## Verwendung
Eschenholz wird sowohl als Massivholz als auch in Form von Furnieren häufig eingesetzt, so für Küchen-, Wohn- und Schlafzimmermöbel und in gebogener Form für Sitzmöbel. Des Weiteren wird es für Wand- und Deckenverkleidungen und zur Herstellung von Parkett- und Dielenböden verwendet. Für alle diese Anwendungen wird helles Holz ohne Farbkern bevorzugt. Eschenholz wird besonders dann eingesetzt, wenn hohe Ansprüche an die Festigkeit, Zähigkeit und Elastizität gestellt werden, so zur Herstellung von Stielen für Hämmer, Beile, Schaufeln, Hacken und Äxte, Sensen, Rechen und andere Werkzeuge. Auch Sport- und Turngeräte wie Sprossenwände, Schlaghölzer, einfache Sportbögen und klassische Schweizer Rodelschlitten werden traditionell aus Eschenholz gefertigt. Besonders verbreitet ist Eschenholz als Schaftmaterial für die bei der Billard-Variante Snooker eingesetzten Queues.
Beim Bau von Wagen und Kutschen, der Stellmacherei, war das Eschenholz von überragender Bedeutung und galt als am besten geeignet zur Herstellung von Naben, Felgen, Speichen, Deichseln und Leiterwagen. Es hatte auch große Bedeutung im Fahrzeug- und Waggonbau. Die Wagenkästen von Kutschen hatten ein Gerippe aus Eschenholz, wie auch bis in die 1920er Jahre fast alle Autokarosserien. Bei Aufbauten von kleinen Herstellern hielt sich diese Bauart noch länger, bei Morgan bis heute (2023). Die Deutsche Reichsbahn schrieb für viele Anwendungen den Einsatz der Esche vor. Wegen der guten Biegbarkeit wurden Spanten im Schiffbau aus Eschenholz gefertigt. Sie wurde auch im Maschinenbau zum Beispiel zur Herstellung von Dreschmaschinen und Webstühlen eingesetzt. Eschenholz findet auch Verwendung im Musikinstrumentenbau; so werden beispielsweise die Solidbody-Korpora von einigen E-Gitarren-Modellen des US-amerikanischen Herstellers Fender aus astlosem Stammholz der Esche gebaut.
Auch als Brennholz ist Eschenholz sehr gut geeignet.

## Nachweise